# Rumble on the Beach
Rumble on the Beach ist eine deutsche Rockabilly-Country-Punk-Rock-’n’-Roll-Band aus Bremen.

## Geschichte
Rumble on the Beach wurde Mitte 1985 von „Ohlly“ Michael Ohlhoff (Gitarre, Gesang), Marc „Tinroofcat“ Mittelacher (Schlagzeug, Gesang) und Andreas „Andy“ Merck (Bass, Gesang) gegründet. Die Gruppe veröffentlichte auf dem Weser Label von  Claus Fabian (Die Mimmi’s; Ex-ZK-Schlagzeuger) und der Berliner Plattenfirma Vielklang mehrere Platten. Die Rockabilly-Version des Prince-Klassikers Purple Rain erreichte 1987 Platz 6 der deutschen Independent-Charts. Die Zeitschrift  Bravo veröffentlichte einen Artikel und Plattenkritiken über die Band.
Es folgten weitere Plattenveröffentlichungen und Tourneen in Europa, Kanada und den USA. Zu den Höhepunkten zählt eine gemeinsame Tournee mit den  Stray Cats sowie die Zusammenarbeit mit den amerikanischen Rockabilly-Künstlern Rosie Flores, Ray Campi und Ben Hewitt. Im Dezember 2015 gab die Gruppe nach knapp 20 Jahren wieder Konzerte in Bremen und Essen. Dazu erschien bei Bear Family Records im Januar 2016 eine CD mit wiederveröffentlichten Titeln aus den frühen Jahren 1985 bis 1988.

## Diskografie
Alben
- 1987: Rumble Rat
- 1988: Rumble
- 1989: Movin' On
- 1991: Good Times And Some Mighty Fine Rock'n'Roll
- 1993: Randale am Strand
- 1993: 1986 Special
- 2016: Two Legendary Albums - Rumble Rat & Rumble (Zusammenfassung der ersten beiden Alben)
- 2016: Rumble - 10inch Purple Vinyl Reissue

Gastbeiträge
- 1990: The Furious Swampriders (Kompilation mit anderen)
- 1997: Mega Fisch Hits (Kompilation mit anderen)
- 1997: Ben Hewitt - The Spirit of Rock'n'Roll (Begleitmusiker bei den Songs Bundle of Love und Good Times and Some Mighty Fine Rock'n'Roll)
- 2007: Rock'n'Pop Meets Rock'n'Roll (Kompilation mit anderen)

Singles und EPs
- 1986: Silly Billy (3-Track EP)
- 1986: We Are the Champions (EP Die Goldenen Zitronen, Bad Ladies & The Wild Lovers, Rumble on the Beach, Panhandle Alks, Rocko Schamoni)
- 1989: Teenage Rumble